# Pocoutie
1389–1531
La Pocoutie (en ukrainien : Покуття, Pokouttia ; en polonais : Pokucie, en roumain : Pocuţia) est une région historique de l’Ukraine faisant partie de la Galicie, contigüe de la Ruthénie subcarpathique et de la Bucovine, entre les rivières Prut et Tcheremoch, aux pieds des Carpates. Historiquement, c'était une région d’Europe orientale dans les marches des pays de Lviv et Halytch. Bien que le chef-lieu de la région fût Kolomya (en ukrainien : Коломия, en polonais : Kołomyja, en roumain : Colomeea), le nom lui-même dérive du nom de la ville de Kouty et signifie littéralement « autour de Kouty » (kout signifie « coin »).

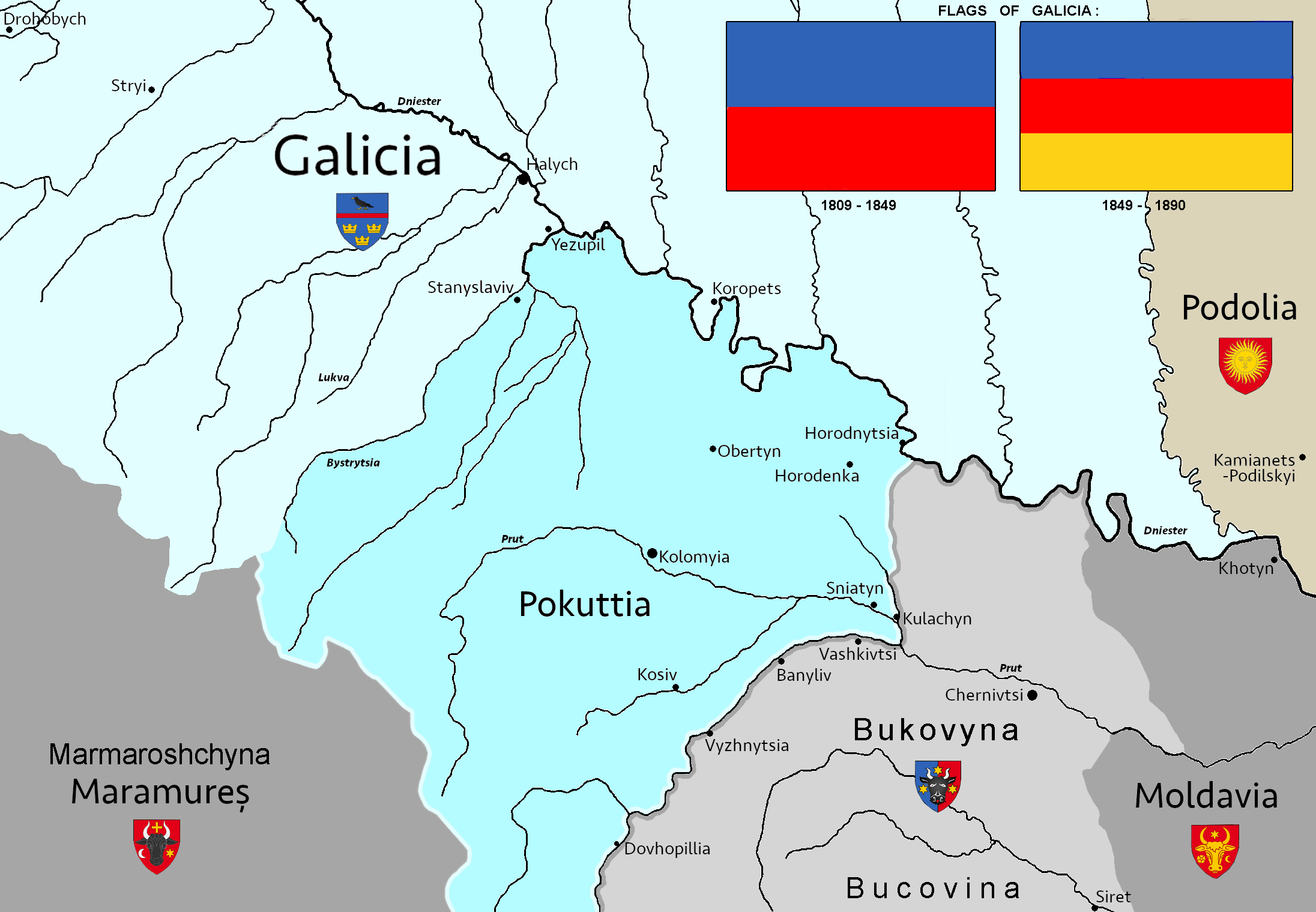
La Pocoutie en bleu dans la Galicie en bleu-ciel.

## Populations

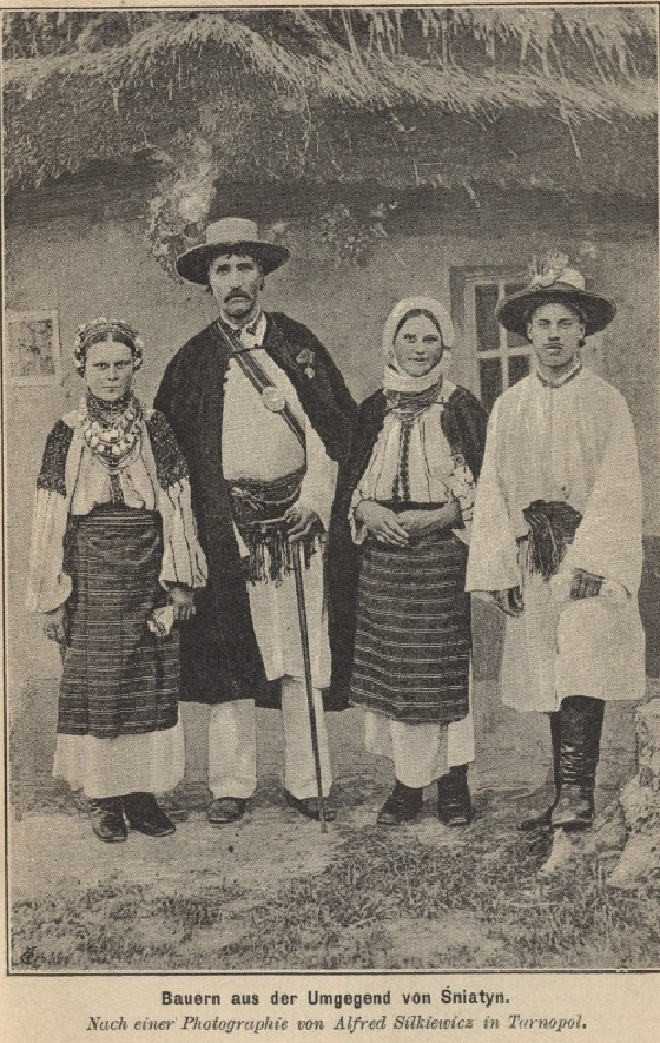
Pocoutiens en 1895.

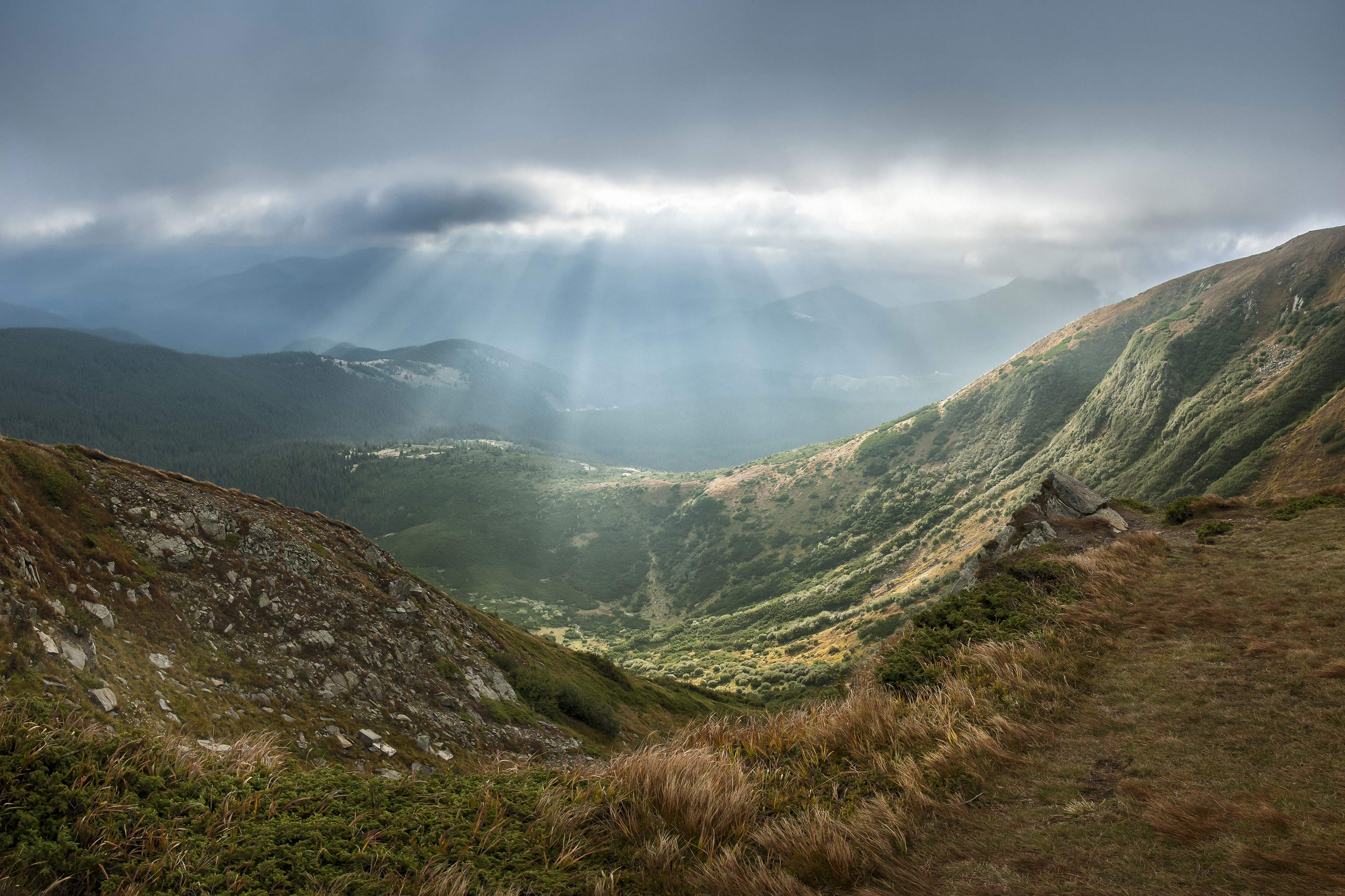
Vue des Carpates depuis le mont Hoverla.

La Pocoutie était jadis habitée par des Roumains moldaves et des Ukrainiens ruthènes et houtsoules parlant rusyn. Les historiens roumains et polonais supposent qu'à partir du XIe siècle, des groupes de bergers roumanophones partis de Moldavie, de Marmatie et de Transylvanie se sont progressivement installés en Pocoutie où ils sont attestés sous le nom de  „Włoche”. Aujourd'hui ces roumanophones ont tous adopté l'ukrainien mais nombre de leurs traditions ainsi que le lexique local des houtsoules portent les traces de leur ancienne présence. Pour leur part, les historiens ukrainiens tiennent les Rusyns de Pocoutie pour des descendants directs des premiers Slaves sortis au Ve siècle de l'aire d'origine des slavophones, située un peu plus au nord, en Polésie et Volhynie, et expliquent les ressemblances avec les  „Włoche” par l'influence slave sur ces romanophones orientaux. Quant à Paul Robert Magocsi de l'Université de Toronto (Canada), il développe avec Ivan Pop, lui-même d'origine rusyne, la thèse du melting pot pastoral montagnard, selon laquelle les Carpates de la Pocoutie ont été un refuge accueillant un mélange de paysans et de bergers pauvres de différentes origines, fuyant les invasions (comme celles des Mongols et Tatars à partir du XIIIe siècle, celles des Ottomans à partir du XVe siècle) et jusqu'aux guerres du XVIIIe siècle, mais aussi les corvées imposées par les aristocrates terriens polonais. Les Ukrainiens étant, parmi ces fuyards, plus nombreux que les Polonais ou les Roumains, le rusyn devînt la lingua franca de la majorité des Pocoutiens, du moins en montagne.

## Histoire
D’abord partie de la Rus’ de Kiev et de l’un de ses Etats successeurs, la Galicie-Volhynie, la région a été annexée en 1349 par Casimir III le Grand de Pologne. En 1359, lors de l’alliance polono-moldave contre les Tatars, elle est cédée en fief personnel aux hospodars de la Moldavie, eux-mêmes vassaux du roi de Pologne. En 1490, un conflit éclate à ce sujet entre la couronne polonaise et le souverain moldave Étienne III le Grand, puis se poursuit après sa mort, jusqu’en 1531 lorsqu’à la bataille d'Obertyn, l’hetman de Pologne Jan Tarnowski récupère la Pocoutie. À la suite de la première partition de la Pologne, en 1772, la Pocoutie échoit à l’Empire des Habsbourg qui l’intègrent au royaume autrichien de Galicie-Lodomérie. Lors de la réorganisation de l’Empire austro-hongrois en 1867, elle reste autrichienne. 
À la fin de la Première Guerre mondiale, l’Autriche-Hongrie se disloque et la Pocoutie est revendiquée par les Polonais (alors environ un cinquième de la population pocoutienne) et les Ukrainiens (quatre cinquièmes). Pendant les guerres antibolchéviques soviéto-polonaise de 1919-1921 et hungaro-roumaine de 1919, les autorités polonaises et roumaines, soutenues respectivement par les missions françaises Faury et Berthelot, craignent que le Russie soviétique et la Hongrie bolchévique ne fassent leur jonction à travers la Pocoutie et la Ruthénie : la 8e division roumaine des généraux Jacob Zadik et Nicolae Petala et la 4e division polonaise du général Franciszek Kraliczek-Krajowski prennent donc position en Pocoutie, tout en déclarant qu'elles "n'intervenaient pas contre l'armée ni le peuple ukrainien ni ses représentants dont les propriétés, la sécurité, les institutions et leur fonctionnement seraient respectées" (ce qui n'empêchera pas les Polonais, après le retrait de l'Armée rouge et des Roumains, de mettre fin à l’éphémère République populaire d’Ukraine occidentale). Au traité de Riga en 1921, la Pocoutie est reconnue comme polonaise, ce qui lui évite la « soviétisation », les réquisitions, la collectivisation et les famines qui sévirent en Ukraine soviétique, dont la Holodomor.
Au début de la Seconde Guerre mondiale, la Pocoutie devînt ce que le commandant en chef des forces armées polonaises, le maréchal Edward Rydz-Śmigły, appela la « tête de pont roumaine » (en polonais : Przedmoście rumuńskie) qui, pendant l’invasion de la Pologne, permit à 20 divisions polonaises de s’y regrouper dans l’attente d’une offensive promise par les Français sur le front de l’ouest, qui n’aura jamais lieu hormis quelques escarmouches dans la Sarre : la  « drôle de guerre ». Finalement, pris à revers le 17 septembre 1939 par l’invasion soviétique de la Pologne, conforme au Pacte germano-soviétique, environ 120 000 soldats polonais battent en retraite vers la Roumanie. Ce pays qui, sous le régime carliste, était neutre, mais encore favorable aux Alliés occidentaux accueille l’état-major, le gouvernement, l’or polonais et les restes de l’armée qui embarquent à Constanța sur les bateaux du Service maritime roumain et sur le navire britannique HMS Eocene du Cdt. Robert E. Brett, pour se rendre à Alexandrie en Égypte britannique, où ces forces formèrent l’Armée polonaise de l'Ouest, qui combattra ensuite en France, puis au Royaume-Uni.
Conséquence de l’invasion et de la partition de la Pologne entre l’Allemagne nazie et l’Union soviétique, la Pocoutie est annexée à la République socialiste soviétique d’Ukraine en 1940, mais est occupée par le Troisième Reich de 1941 à 1944 : dans les deux cas, les intellectuels, propriétaires de fermes ou de forêts, habitants polonais et juifs sont déportés. Depuis 1991 la Pocoutie fait partie de l’Ukraine moderne (oblast d’Ivano-Frankivsk) et abrite le parc national de Hoverla dans les Carpates ukrainiennes. La population y est désormais à 98 % ukrainienne, de spécificité houtsoule dans la partie montagneuse.

## Filmographie / bibliographie
- Le film Les Chevaux de feu (1964) de Sergueï Paradjanov y a été tourné.
- Olena Berezovska Picciocchi, de l'université de Corte, a publié sur La Corse mystérieuse et le pays houtsoul – Atlantide slave : Entre le réel et l’imaginaire[12]

## Principales localités
- Deliatyn
- Hody-Dobrovidka
- Kobaky
- Iablouniv
- Kolomyia

- Kosmatch
- Kossiv
- Kouty, Stari Kouty
- Lantchyn
- Verkhovyna
- Vorokhta
- Yaremtche
- Zabolotiv